# 3 Dywizja Kawalerii (III Rzesza)
3 Dywizja Kawalerii (niem. 3 Kavalerie-Division) – niemiecka jednostka wojskowa kawalerii podczas II wojny światowej
W styczniu 1943 r. na centralnym odcinku frontu wschodniego został sformowany Reiter-Verband "Boeselager" pod dowództwem płk. Georga Freiherr von Boeselagera. Liczył cztery szwadrony kawalerii, pochodzące z 6, 34, 35 i 102 Dywizji Piechoty. Wchodził w skład Grupy Armii "Środek". W lutym przydzielono do niego 300-osobowy oddział konny złożony z Kozaków i szwadron kawalerii z 15 Batalionu Uzupełnieniowego. Od połowy marca niemieccy kawalerzyści zwalczali partyzantów w rejonie Smoleńska. Pod koniec marca został dołączony 3 szwadron konny broni ciężkich (ciężkie karabiny maszynowe, moździerze i działka bezodrzutowe) ze 102 Batalionu Szybkiego. Na ich bazie powstały bateria artylerii i szwadron łączności. W marcu/kwietniu Reiter-Verband "Boeselager" został przekształcony w  Kavallerie-Regiment "Mitte". W jego skład weszły szwadrony kawalerii z 31, 52, 86, 87, 98, 129, 131, 260, 330 i 331 Dywizji Piechoty. Na początku maja pułk składał się ze sztabu, 9 Szwadronu Szkoleniowego, 13 Szwadronu Broni Ciężkich, 14 Szwadronu Łączności, bateria artylerii lekkiej, 1 Batalion Sztabowy, 1, 2, 3, 5, 6 i 7 Szwadronów Kawalerii oraz 4 i 8 Szwadronów Ciężkich. Każdy szwadron liczył 300 żołnierzy (339 koni) wyposażonych w 6 lekkich karabinów maszynowych i 4 ciężkie karabiny maszynowe. Szwadrony ciężkie miały ponadto 6 moździerzy 80 mm. W czerwcu do pułku przydzielono kompanię pancerną złożoną z 16 czołgów średnich PzKpfw III. W lipcu-sierpniu oddział uczestniczył w ciężkich walkach obronnych na północnym skrzydle niemieckich wojsk starających się odeprzeć ataki Armii Czerwonej w bitwie pod Kurskiem. Od listopada do grudnia dowództwo oddziału objął na krótko płk Franz Graf von Oberndorff, po czym dowódcą został ponownie płk G. Freiherr von Boeselager. W lutym/marcu 1944 r. na bazie Pułku Kawalerii "Środek" została sformowana 3 Brygada Kawalerii. Na jej czele stanął płk Hans Freiherr von Wolff. Walczyła ona na centralnym odcinku frontu wschodniego, ponosząc duże straty. Po śmierci płk G. Freiherr von Boeselagera 27 sierpnia koło Łomży, brygada otrzymała tytularną nazwę Kavallerie-Brigade "von Boeselager". W październiku nowym dowódcą został płk Arthur Baron von Holtey. Pod koniec 1944 r. przeniesiono ją na Węgry, gdzie w lutym 1945 r. została przekształcona w 3 Dywizję Kawalerii. Dowodził nią płk Peter von der Goeben. Walczyła tam z Armią Czerwoną, kapitulując w pierwszych dniach maja w południowej Austrii.

## Struktura organizacyjna
Skład 1944/1945:
- Reiter-Regiment 31
- Reiter-Regiment 32
- Artillerie-Regiment 869
- Panzer-Aufklärungs-Abteilung 69
- Schwere Kavallerie-Abteilung 3
- Kosaken-Abteilung 69
- Nachrichten-Abteilung 238
- Feldersatz-Battailon 69
- Versorgungs-Truppen 69